# 1493 pr. n. št.

## Smrti
- Tutmoz I., egipčanski faraon (* ni znano)